# Enemy Ace
Enemy Ace est un personnage de comics créé en 1965 par les deux K, Robert Kanigher et Joe Kubert, pour le compte de DC Comics. Il s’agit d’un aviateur allemand, as de la Première Guerre mondiale.

## Contexte
Le personnage apparaît dans le #151 de Our Army at War en février 1965. Il n’y a pas 20 ans que la Seconde Guerre mondiale, qui a couté la vie à 420.000 Américains est terminée, ces mêmes Américains commencent à s’enliser dans le bourbier vietnamien et voilà que deux de leurs auteurs font d’un ennemi allemand un héros. Ceci est d’autant plus étonnant que cette revue de guerre de DC a été créée en pleine guerre de Corée (août 1952) dans le but avoué de glorifier l’armée américaine.
La chose est encore plus surprenante quand on sait que les deux K ont créé 6 ans plus tôt dans cette même revue le Sergent Rock, archétype du héros militaire américain. Mais a priori cette nouvelle série n’est que secondaire et fera long feu, si l’on peut dire, puisque seuls quelques épisodes ont été écrits. 
Sauf que les lecteurs en redemandent et voilà que le héros solitaire revient régulièrement à partir d’avril 1968 dans les pages du #138 de Star Spangled War Stories, lui aussi créé pendant la guerre de Corée. Ce retour se fait par la grande porte puisque le héros a droit à sa première couverture et que le titre même de la revue est réduit pour laisser la place au logo de l’aviateur allemand. Ses créateurs se sont largement inspirés d’un véritable aviateur, Manfred von Richthofen qui lui aussi était noble, lui aussi pilotait un avion rouge d’où son surnom de Baron Rouge. 
Parmi les raisons qui ont assuré le succès de la série, le caractère aristocratique et chevaleresque de ce Top Gun à coucou n’est évidemment pas le moindre. Enfin, son caractère solitaire et désabusé qui n’est pas grisé par ses victoires ajoute une humanité à une guerre qui n’en a pas. Sans jamais avoir eu sa revue le héros va revenir régulièrement de revue en revue jusqu’à l’apparition de cross over avec différents héros de l’écurie DC.
Si l’on excepte Ghost of the Liller-Skies, l’histoire parue en 1970 dans le #404 de Detective Comics et dans lequel le fantôme de l’as de guerre rencontre Batman, les apparitions de l’Enemy Ace dans les crossovers ne rajoutent rien à sa gloire, quand elles ne se limitent pas à de simples figurations.

## Biographie fictive
Né en 1896, Hans von Hammer est le fils du baron Otto dont la famille possède un château dans la Forêt Noire. Orphelin de mère de bonne heure, Hans est éduqué dans des préceptes très stricts. « Avant la terre, avant la fortune, avant la victoire, vient l’honneur ». 
Affecté à l’école de l’air, Hans, dans la plus pure tradition prussienne des duels à l’épée, affronte Heinrich Muller, l’un de ses camarades, ce qui lui laissera une cicatrice sur la joue. Affecté au Jagdstaffel 17 (escadrille de chasse), il en devient rapidement le Rittmeister (capitaine).
Malgré, ou à cause de ses victoires (on lui en créditera plus de 70), il est davantage craint qu’aimé. Ses hommes l’appellent ‘’la machine à tuer’’ et ses ennemis cherchent à l’affronter directement. Le premier à le faire sera le Chasseur, l’as de la chasse canadienne, mais à ce jeu Hans sera le plus fort. Un long conflit va également l’opposer au comte André de Sévigné, surnommé le Bourreau car toujours revêtu dans capuchon masquant ses blessures au visage. Le Français réussira à faire prisonnier Hans, lequel s’évadera avant de tuer son rival dans un combat aérien. 
Au Français, il faut rajouter le britannique St George qui se mesurera à l’épée avec l’Allemand, l’Américain Steve Savage Jr, encore appelé Balloon Buster (le dézingueur de zeppelins) ou bien enfin un autre Français, Monsieur Guillotine qui a bombardé le château familial tuant ainsi le père de Hans.
Entre chaque mission, le capitaine revient à la base, se promène avec son chien loup sur ses terres et médite sur le sens de la vie. Surnommé Hammer of Hell (jeu de mots jouant sur le nom du héros, Hammer, mais qu’on peut aussi traduire par "marteau" ce qui donne le "Hammer de l’enfer/le marteau de l’enfer"), il termine la guerre avec moult décorations et part en 1919 à Kiao-Chow, une concession en Chine que les Allemands doivent abandonner à la suite des conditions de paix.
La partie qu’on pourrait qualifier de traditionnelle des aventures du baron se termine là. À compter de ce moment on le retrouve surtout dans des séries annexes comme Guns of the Dragon (1998), ou sur son implication dans le deuxième conflit mondial dans Sergent Rock par exemple (1991) ou War in Heaven (2001).
Le baron termine sa vie en 1969 dans un asile de vieux de l’île de Föhr en mer du Nord, en tout cas si l’on ne croit le graphic novel de George Pratt réalisé en couleurs directes (1990).

## Publications
Cette liste ne reprend que les histoires originales se déroulant lors de la Première Guerre mondiale ; ne sont donc pas comprises celles se déroulant en Chine, celles de la Seconde Guerre mondiale et a fortiori les cross-overs. Toutes ont été scénarisées par Bob Kanigher. Le nom qui suit le nombre de planches est celui du dessinateur. 
Le nombre de planches est celui de la première publication, les reprises, assez nombreuses, sont parfois tronquées ou parfois remontées par allonger la pagination. 
Le nombre de planches a été arrondi au nombre entier supérieur quand une publicité terminait la planche. Par exemple l'aventure 15. (Reach for the Heavens) fait 14 pages 1/3, le reste étant occupé par une pub est comptabilisée ici à 15 planches pour des raisons évidentes de simplicité.
1. Enemy Ace 	 15 planches	 Joe Kubert Our Army at War  #151 	févr-65
2. Flaming Bait!  14 planches	 Joe Kubert Our Army at War  #153 	avr-65
3. Fokker Fury! 	 10 planches	 Joe Kubert Our Army at War  #155 	juin-65
4. Killer Of The Skies! 	 24 planches	 Joe Kubert Showcase  #57 	juillet-août 1965
5. The Hunters -- and the Hunted!  24 planches 	 Joe Kubert 	Showcase  #58 	septembre-octobre 1965
6. The Slayers and the Slain! 	 23 planches 	 Joe Kubert 	Star Spangled War Stories  #138 	avril-mai 1968
7. Death Whispers -- Death Screams! 	 23 planches	 Joe Kubert 	Star Spangled War Stories  #139 	juin-juillet 1968
8. The Face of the Hangman 	 23 planches	 Joe Kubert 	Star Spangled War Stories  #140 	août-septembre 1968
9. The Bull 	 23 planches	 Joe Kubert 	Star Spangled War Stories  #141 	octobre-novembre 1968
10. Vengeance is a Harpy!  23 planches	 Joe Kubert 	Star Spangled War Stories  #142 	décembre 1968-January 1969
11. The Devil's General 	 21 planches	 Joe Kubert 	Star Spangled War Stories  #143 	février-mars 1969
12. Return of the Hangman  23 planches	 Joe Kubert 	Star Spangled War Stories  #145 	juin-juillet 1969
13. A Grave in the Sky! 	 22 planches	 Joe Kubert 	Star Spangled War Stories  #147 	octobre-novembre 1969
14. Luck is a Puppy Named Schatzi 	 19 planches	 Joe Kubert 	Star Spangled War Stories  #148 	décembre 1969-Janv 1970
15. Reach for the Heavens  14 planches	 Joe Kubert 	Star Spangled War Stories  #149 	février-mars 1970
16. 3 Graves to Home! 	 13 planches	 Joe Kubert Star Spangled War Stories  #150 	avril-mai 1970
17. Rain Above - Mud Below  9 planches	 Russ Heath Star Spangled War Stories  #152	août-septembre 1970
18. Hell's Angel! Part One: The Hammer of Hell!	 7 planches	 Frank Thorne 	Star Spangled War Stories  #181	juillet-août 1974
19. Hell's Angel! Part II: The Maverick Ace!	 7 planches	 Frank Thorne 	Star Spangled War Stories  #182	septembre-octobre 1974
20. Hell's Angel! Part III: To End in Flames!	 7 planches	 Frank Thorne 	Star Spangled War Stories  #183	novembre-décembre 1974
21. Shooting Star 	 5 planches	 Joe Kubert 	Star Spangled War Stories  #200 	juin-juillet 1976
22. Death is a Wild Beast  6 Panches  Ed Davis  Menof War #1  aout-77
23. Return from Hell	 6 planches	 Ed Davis Men of War #2	sept-77
24. The 3 Faces of Death	 6 planches	 Ed Davis Men of War #3	nov-77
25. Silent Sky … Screaming Death	 6 planches	 Larry Hama Men of War #8 août-78
26. Brother Killers	 6 planches	 Howard Chaykin 	Men of War #9 septembre-octobre 1978
27. Duel at Dawn	 6 planches	 Howard Chaykin 	Men of War #10 novembre-décembre 1978
28. Banner of Blood	 6 planches	 Howard Chaykin 	Men of War #12	janv-79
29. The Last Baron  6 planches  Howard Chaykin  men of War #13  fevr-79
30. Duel	 6 planches	 Howard Chaykin 	Men of War #14 mars-79
31. A Promise to the Dying	 6 planches	 Howard Chaykin 	Men of War #19 août-79
32. Death Must Wait	 6 planches	 Howard Chaykin 	Men of War #20	sept-79
33. Enemy Ace Meets The Bull 	 23 planches	 Joe Kubert 	DC Special Blue Ribbon Digest 	mars-81
34. I, The Executioner [Hell in the Heavens Part One]	 6 planches	 John Severin Unknown Soldier #251	mai-81
35. Midnight Spy [Hell in the Heavens Part Two]	 7 planches	 John Severin 	Unknown Soldier #252	juin-81
36. Midnight and Murder [Hell in the Heavens Part Three]	 7 planches	 John Severin 	Unknown Soldier #253	juil-81
37. Stolen Face -- Stolen Ace! [I Am My Own Executioner Part One]	 8 planches	 John Severin 	Unknown Soldier #260	févr-82
38. Death of a Double! [I Am My Own Executioner Part Two]	 8 planches	 John Severin 	Unknown Soldier #261	mars-82
39. Debt of Blood [Killers of the Sky -Part Two][4]	 8 planches	 Dan Spiegle 	Unknown Soldier #263	mai-82
40. A Coffin for Aces [Killers of the Sky -Part Three]	 8 planches	 Dan Spiegle 	Unknown Soldier #264	juin-82
41. The Bounty Hunters [A Very Private Hell -Part One]	 8 planches	 John Severin Unknown Soldier #265	juil-82
42. The Substitute Ace [A Very Private Hell -Part Two]	 8 planches	 John Severin 	Unknown Soldier #266	août-82
43. Debt of Blood [A Very Private Hell -Part Three]	 8 planches	 John Severin 	Unknown Soldier #267	sept-82
44. Silent Night          8 planches  John Byrne Christmas With the Super Heroes' #2       janv-89

## Albums
1. Enemy Ace : War Idyll -1990
2. Enemy Ace Archives #1 -Octobre 2002 comprend les aventures 1.à 10.
3. Enemy Ace Archives #2 -Septembre 2006 comprend les aventures 11.à 16. + 21.
4. Enemy Ace : War in Heaven -2003 reprend les deux numéros de la mini-série parue en 2001. L'action se déroule durant la Seconde Guerre mondiale. Le scénario était dû à Garth Ennis et les dessins à Christian Alamy.